# 八丈島農業協同組合
八丈島農業協同組合（はちじょうじまのうぎょうきょうどうくみあい、愛称：JA八丈）は、東京都八丈町に本店を置く農業協同組合。

2022年3月31日以前は、東京島しょ農業協同組合の呼称であった。

なお、御蔵島村と青ヶ島村には信用事業を行っていない御蔵島村農業協同組合と青ヶ島村農業協同組合があり、いずれも八丈島農業協同組合のエリアではない。

## 概要
2001年（平成13年）4月1日 に東京都島嶼部の6農協が合併して発足した。
信用事業の財務状況の悪化から、2016年に同部門を東京都信用農業協同組合連合会（JA東京信連）に譲渡し、同部門で黒字だった中から2拠点（及びATMのみの1拠点）に連合会の代理店を請け負う形となり、これに伴って専門農協化した。なお、共済事業は、本店と小笠原父島支店で扱いが継続されている。
廃止した支店の受け皿として、先行する2015年9月には一般社団法人伊豆大島農業生産組合、同年12月に新島村農業協同組合、2016年1月に神津島農業協同組合を設立した。
前身のひとつである小笠原島農業協同組合が、1973年より簡易郵便局を運営していた経緯から当組合の小笠原母島店内に2021年3月末まで母島簡易郵便局を運営していた。当組合での信用事業を行っていた時代から、貯金業務を扱っていた（なお2021年4月からは小笠原村が運営を受託し、村役場母島支所内に移転。同時にATMが設置され、母島内に2ヶ所目のATMが配備された事になる）。
2021年5月24日当組合より、利島農業協同組合（利島村1店舗）と小笠原アイランズ農業協同組合（小笠原村2店舗）を新設分割。小笠原アイランズ農協は東京都信農連の代理店資格を承継できないため、小笠原島代理店の業務を八丈島代理店に承継。小笠原島代理店は5月21日で営業廃止した。

## 沿革
- 1999年（平成11年）4月1日 - 八丈島農業協同組合が新島農業協同組合を合併。
- 2000年（平成12年）10月1日 - 「JA東京島しょ」合併準備室を設立。
- 2001年（平成13年） 4月1日 - 伊豆大島農業協同組合、利島村農業協同組合、神津島村農業協同組合、三宅島農業協同組合、八丈島農業協同組合、小笠原島農業協同組合の合併により設立。
- 2011年（平成23年） - 本店が八丈島支店内に移転。
- 2015年（平成27年）
  - 9月 - 伊豆大島支店の受け皿として一般社団法人伊豆大島農業生産組合を設立[1]。
  - 12月 - 新島支店の受け皿として新島村農業協同組合を設立[1]。
- 2016年（平成28年）
  - 1月23日 - 4支店・店舗が廃店[1] 。
  - 1月25日 - 神津島支店の受け皿として神津島農業協同組合を設立[4]。
  - 5月23日 - 信用事業を東京都信用農業協同組合連合会に譲渡し、当組合の本店に同連合会の八丈島代理店、小笠原父島支店に同小笠原島代理店、小笠原母島店に小笠原島代理店管轄のATMを設置。これに伴い、総合農協ではなくなり、専門農協の扱いとなった。
- 2021年（令和3年）
  - 4月1日 - 小笠原母島店が受託している母島簡易郵便局の運営を小笠原村に移管し、小笠原村母島支所内に移設。
  - 5月24日 - 利島支店の受け皿として利島農業協同組合、小笠原父島支店、小笠原母島店の受け皿として小笠原アイランズ農業協同組合設立。これに伴い、希望者にはゆうちょ銀行や七島信用組合などの他金融機関を紹介したうえで、残る都信連小笠原島代理店の業務を八丈島代理店に承継。
- 2022年（令和4年）4月1日 - 東京島しょ農業協同組合から八丈島農業協同組合へ名称を変更した。

## 店舗
- 本店（旧・八丈島支店）（〒100-1401 八丈町大賀郷1536）
  - 大賀郷店（〒100-1401 八丈町大賀郷1）
  - 坂上店（〒100-1623 八丈町中之郷2616-1）
  - 三根店（〒100-1511 八丈町三根1767-2）

### （廃止となった支店・店舗）
- 伊豆大島支店（北の山）（〒100-0101 大島町元町字風待31-8）
  - 伊豆大島支店（元町）、差木地店
- 新島店（〒100-0400 新島村1-5-9）
  - 若郷店、式根島店
- 神津島店（〒100-0601 神津島村472）
- 三宅島店（〒100-1101 三宅村神着313-1）
- （旧八丈島支店管内）
  - 樫立店、末吉店
- 利島店（〒100-0301 利島村13）
  - 東京電力から発電施設の維持管理を受託していた[1]。
- 小笠原父島支店（〒100-2101 小笠原村父島字奥村無番地）
  - 小笠原母島店（〒100-2211 小笠原村母島字元地無番地）

## ギャラリー

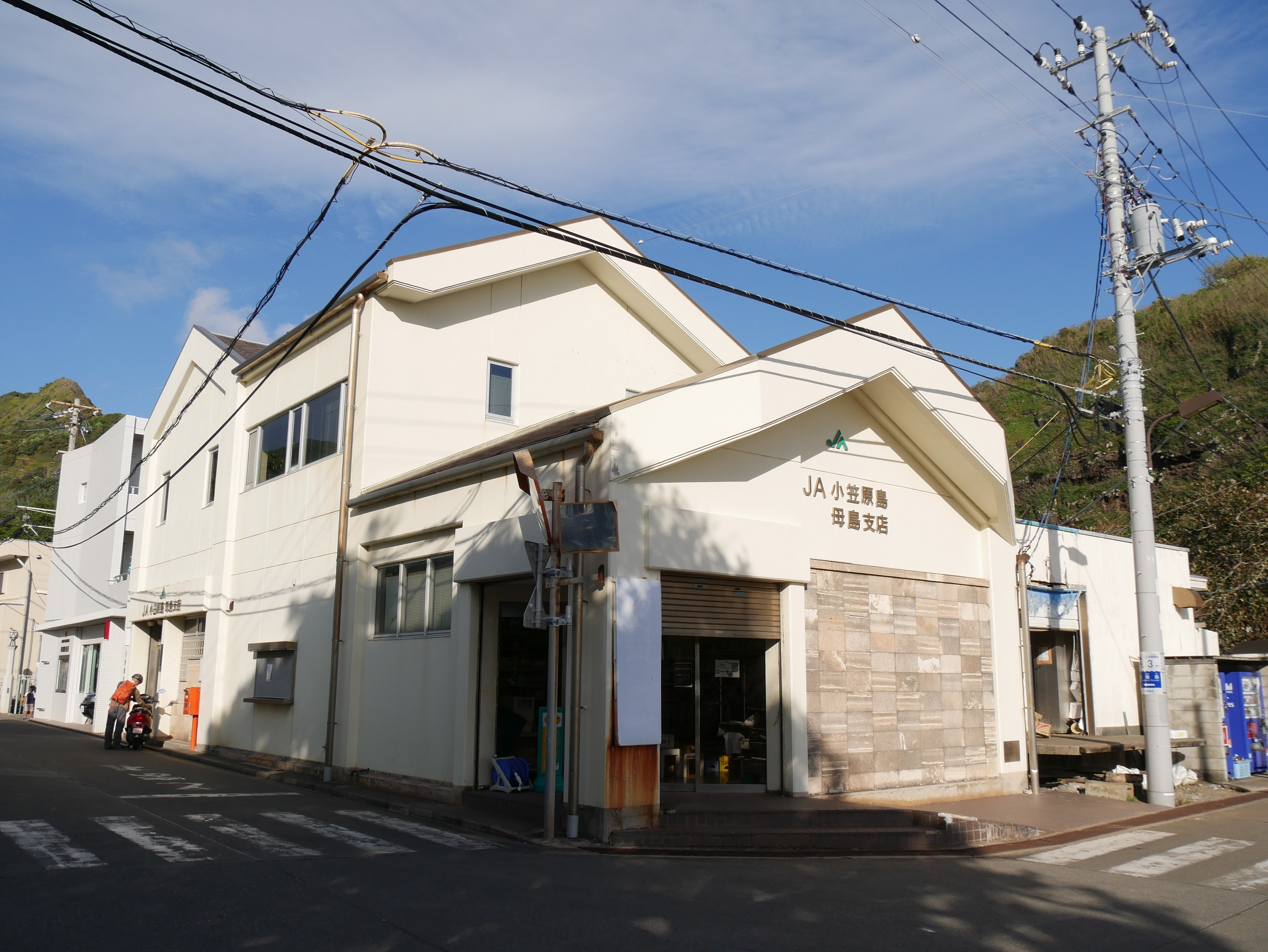
小笠原母島店（販売店舗側）